# Malapterurus microstoma
Malapterurus microstoma е вид лъчеперка от семейство Malapteruridae.

## Разпространение
Видът е разпространен в Демократична република Конго и Централноафриканска република.